# Srećko Lipovčan
Srećko Lipovčan (* 24. September 1942 in Zagreb, Jugoslawien; † 9. April 2009 in Zagreb, Kroatien) war ein jugoslawischer und später kroatischer Publizist, Journalist, Verleger, Universitätsdozent und Präsident des Verwaltungsrates der kroatischen Nachrichtenagentur HINA.

## Leben
Nach dem Abitur studierte Lipovčan an der Philosophischen Fakultät der Universität Zagreb Humanistische Wissenschaften im Bereich der Literaturwissenschaft. In diesem Fachgebiet erlangte Lipovčan den akademischen Grad des Doktors. Seine journalistische Ausbildung erfolgte bei Radio Zagreb.
Seine Studien im Fachgebiet Geschichte, Germanistik und Slawistik erfolgten an der Universität zu Köln und Berlin. Ab dem Jahr 1963 arbeitete Srećko Lipovčan als Zeitungsjournalist, Kritiker und Redakteur an den Zeitungsblättern „Telegram“, „Prolog“, „Hrvatski tjednik - Kroatisches Wochenblatt“ mit und war im Hörfunk in Zagreb, Köln und Berlin tätig. Von 1979 bis 1983 arbeitete er als Redakteur im Musikinformationszentrum „MIC“. Ab 1990 bis 1993 war Lipovčan als ständiger Korrespondent der Deutschen Welle aus Köln tätig.
Im Jahre 1992 gründete Lipovčan den „Erasmus-Verlag“ und fungierte als Mitherausgeber. Er war Mitglied in der „Gemeinschaft Kroatischer Schriftsteller“ (DHK) und erstellte jahrelang Ausgaben des kroatischen Magazins für Internationale Literarische Beziehungen „Most/The Bridge“. Darüber hinaus war Lipovčan Ratsmitglied im Kroatischen Ministerium für Internationale Kulturzusammenarbeit und Europäische Integration und im Rat der Kroatischen Buchverleger und Buchhändler aktiv.
Srećko Lipovčans wissenschaftlich-forschende Tätigkeitsfelder beinhalteten vor allem die kroatische Kultur- und Politikgeschichte des 19. und 20. Jahrhunderts, die kroatische Zeitungskunde und Publizistik, die Massenmedien in Kroatien, das Lebenswerk von Ivo Pilar und die kroatisch-europäischen Migranten.
Insgesamt veröffentlichte Lipovčan fünfzig Fach- und Wissenschaftsarbeiten auf vierzig Wissenschafts- und Fachtreffen in Kroatien und dem Ausland. Dazu gab Lipovčan an die hundertfünfzig Bücher heraus. Am 16. Februar 2007 wurde Srećko Lipovčan durch das Kroatische Parlament zum Präsidenten des Verwaltungsrates der kroatischen Nachrichtenagentur HINA im Fachgebiet Medien beauftragt. Am 6. März 2007 wurde Lipovčan einstimmig bei der konstituierenden Sitzung des Verwaltungsrates der Nachrichtenagentur zum Präsidenten gewählt.